# Jarikaba
Jarikaba is een plaats en een van de zes ressorten waaruit het Surinaamse district Saramacca bestaat.
In het oosten grenst het ressort Jarikaba aan het district Wanica, in het zuiden aan Kampong Baroe, in het westen aan Groningen en in het noorden aan Wayamboweg.
In 2004 had Jarikaba volgens cijfers van het Centraal Bureau voor Burgerzaken (CBB) 4808 inwoners.
In de buurt van Jarikaba bevindt zich de Jarikaba Airstrip met een verbinding naar Zorg en Hoop Airport in Paramaribo.